# 李杨 (1965年)
李杨（1965年1月—），男，中华人民共和国外交官，曾任中华人民共和国驻里约热内卢总领事。

## 生平
1988年，李杨毕业于黑龙江大学法律系，并进入黑龙江省政府新闻局工作至1990年。1993年，毕业于中国政法大学研究生院，并进入中华人民共和国外交部工作，先后在外交部条约法律司、中葡联络小组中方驻澳门代表处、外交部国际司、外交部军控司、外交部亚洲司任职。2006年，任常驻联合国日内瓦办事处和瑞士其他国际组织代表团参赞。2011年，任外交部军控司副司长。2016年10月，出任中华人民共和国驻里约热内卢总领事。2021年6月，李杨从驻里约热内卢总领事离任。

## 家庭
已婚，有一子。